# Kwas hipurowy
Kwas hipurowy (N-benzoiloglicyna), C
6H
5−CO−NH−CH
2−COOH – organiczny związek chemiczny, amid kwasu benzoesowego i glicyny. Występuje w moczu jako produkt metabolizmu związków aromatycznych zbudowanych z benzenu podstawionego jednowęglową grupą funkcyjną, np. toluenu (C
6H
5−CH
3), benzoesanów (C
6H
5−COO−
) lub benzaldehydu (C
6H
5−CHO).

## Zastosowanie w medycynie
Reakcja powstawania kwasu hipurowego jest reakcją detoksykacji w wątrobie i zachodzi z udziałem glicyny. Jedną z metod leczenie fenyloketonurii jest użycie w organizmie enzymu roślinnego PAL. PAL odrywa grupę aminową z fenyloalaniny, która jest następnie przekształcana w kwas cynamonowy, który z kolei łączy się z glicyną i tworzy kwas hipurowy.
Jego obecność w moczu jest często spotykana i nie ma znaczenia diagnostycznego i może być związana ze spożyciem benzoesanu sodu, obecnego w żywności jako konserwant. Benzoesan sodu podaje się też w trakcie leczenia hiperamonemii, w celu eliminacji nadmiaru amoniaku z organizmu w postaci kwasu hipurowego.